# David Lama
David Lama (* 4. August 1990 in Innsbruck; † 16. April 2019 im Banff-Nationalpark, Kanada) war ein österreichischer Sportkletterer und Alpinist. Er galt weltweit als Ausnahmetalent.

## Leben
David Lamas Vater stammt aus dem Mount-Everest-Gebiet in Nepal, seine Mutter aus Innsbruck. Zum Klettern kam David Lama, nachdem er im Alter von fünf Jahren einen Kletterkurs bei Peter Habeler besucht hatte, welcher sein Talent erkannte. Seit dem sechsten Lebensjahr kletterte David in der Sportklettergruppe des österreichischen Alpenvereins der Sektion Innsbruck. Sein erster Trainer war Reinhold Scherer, der damals eine kleine Gruppe von acht bis zehn Kletterkindern betreute. Aus dieser Zeit stammt auch sein Spitzname „Fuzzy“. Seinen ersten Wettkampf bestritt er im Alter von sieben Jahren als jüngster Teilnehmer beim Hohe-Munde-Cup in Telfs, wo er den zweiten Platz erreichte. Mit neun Jahren gewann er bereits den Juniorcup des Alpenvereins. Seine erste 8a-Route, „Kindergarden“ in Slowenien, kletterte Lama mit zehn Jahren. Er war zu dem Zeitpunkt der jüngste Kletterer, dem eine Begehung in diesem Schwierigkeitsgrad gelang.
2004 und 2005 gewann er jeweils die Gesamtwertung des Jugendeuropacups sowie die Jugendweltmeisterschaften in Edinburgh und Peking. Im Jahr 2006 war er der erste Kletterer, dem es gelang, in seiner ersten Saison im Weltcup sowohl einen Boulder-Weltcup als auch einen Vorstieg-Weltcup zu gewinnen. Zugleich wurde er damit der bis dahin jüngste Weltcupsieger der Geschichte.
Nach weiteren Siegen bei Wettkämpfen galt seine Konzentration seit 2010 dem Alpinismus, wo ihm unter anderem mit Peter Ortner und Stephan Siegrist schwierige Erstbegehungen gelangen. Einer seiner größten Erfolge war die erste freie Begehung der Kompressor-Route am Cerro Torre mit Peter Ortner im Jahr 2012. Für dieses Projekt wurden die beiden beim Piolet d’Or 2013 mit einer Besonderen Auszeichnung geehrt. Aus dem entstandenen Filmmaterial wurde die Dokumentation Cerro Torre – Nicht den Hauch einer Chance produziert, die im August 2014 mit dem Publikumspreis beim Filmfest St. Anton ausgezeichnet wurde.
Sowohl 2015 als auch 2016 unternahm David Lama zusammen mit Conrad Anker den Versuch, den 6895 Meter hohen Lunag Ri in Nepal über den Westpfeiler erstmals zu besteigen. Beide Unternehmen scheiterten jedoch. Nachdem Conrad Anker beim zweiten Versuch während des Aufstiegs einen Herzinfarkt erlitten hatte und die beiden Kletterer das Unternehmen vorzeitig hatten abbrechen müssen, beschloss Lama drei Tage später den Aufstieg solo zu wagen, musste jedoch abermals knapp unter dem Gipfel umkehren. Am 25. Oktober 2018 gelang ihm die Erstbesteigung des Lunag Ri im Alleingang, wofür er 2019 posthum mit einem Piolet d’Or ausgezeichnet wurde.
Wetterprognosen erhielt Lama jahrelang vom Innsbrucker Meteorologen Charly Gabl.
David Lama wohnte zuletzt in Götzens bei Innsbruck.

## Lawinenunglück in Kanada
David Lama starb zusammen mit Hansjörg Auer und Jess Roskelley bei einem Lawinenabgang an der Ostwand des Howse Peak im Banff-Nationalpark. Die Seilschaft galt seit dem 16. April 2019 als vermisst. Die kanadische Nationalparkbehörde ging nach Aufklärungsflügen per Helikopter schon frühzeitig davon aus, dass die Bergsteiger ums Leben gekommen waren. Aufgrund der schlechten Witterung konnten die Leichen der drei Bergsteiger erst am 21. April 2019 geborgen werden. Die Gruppe hatte den Gipfel auf einer neuen kombinierten Fels- und Eisroute im linken Wandabschnitt erreicht und befand sich im seilfreien Abstieg durch eine Schneerinne, als sie von der Lawine getroffen und mitgerissen wurde. Die Absturzhöhe betrug etwa 800 Meter. Als Ursache für den Lawinenabgang wird Wechtenbruch vermutet. Für diese Annahme spricht die Aussage eines Zeugen, der die Wand zufällig vom Highway aus observierte, sowie die dünne Schneeschicht (maximal 90 Zentimeter), welche die drei Körper bedeckte.
David Lamas Asche wurde gemäß buddhistischer Sherpa-Kultur in Kathmandu in Nepal beigesetzt.

## Sportliche Erfolge

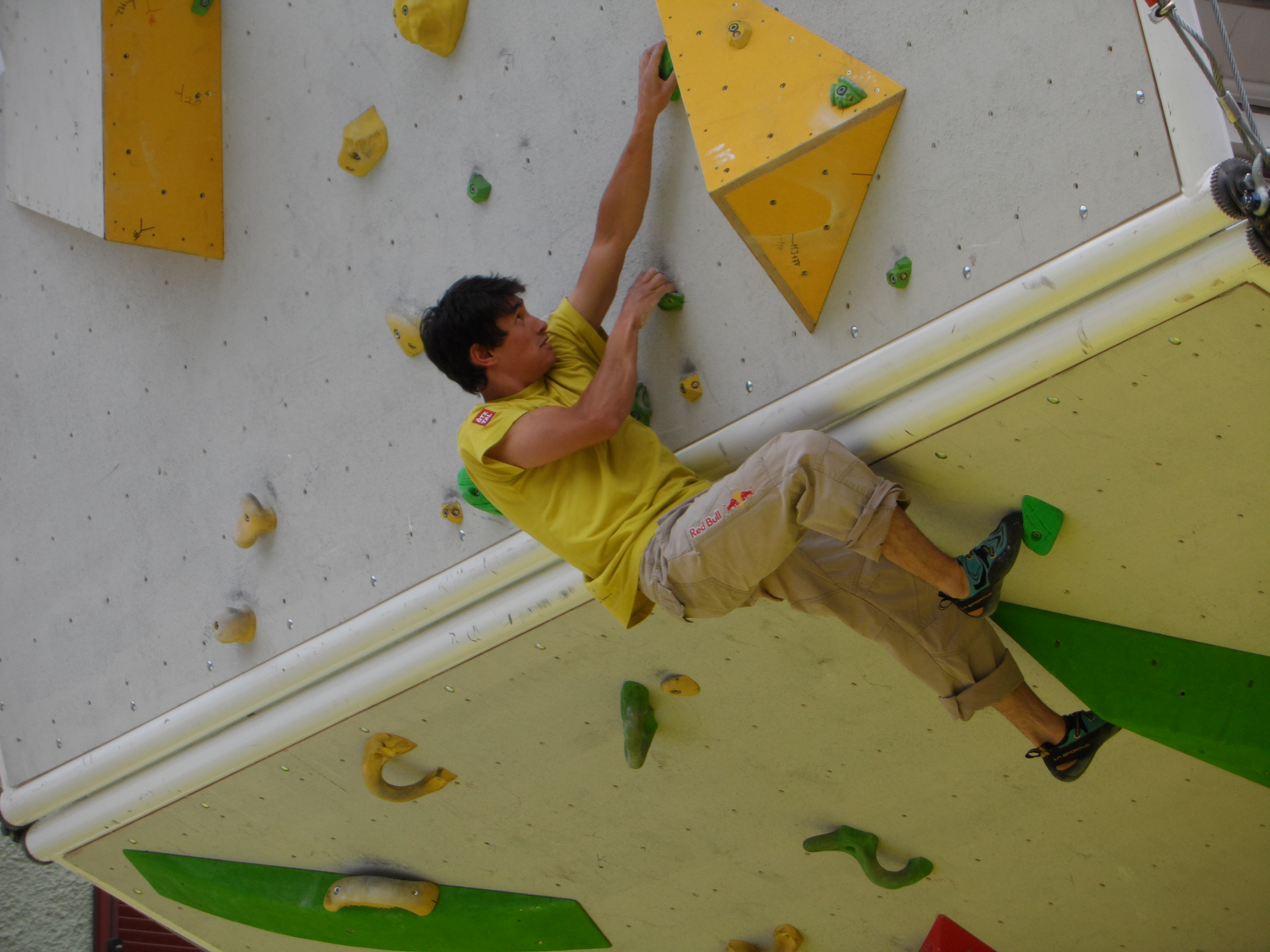
David Lama beim „1. Free Solo Masters“ in Lienz (September 2014)

### Jugend
- Jugendeuropacupgesamtsieger 2004 und 2005
- Jugendweltmeister 2004 und 2005

### Meisterschaften
- Europameister 2006 im Vorstieg
- Europameister 2007 im Bouldern
- 3. Platz bei der Weltmeisterschaft 2009 Xining, China (Vorstieg)

### Boulder-Weltcup
1. Rang beim
- UIAA Climbing World Cup, Hall, 2006
- UIAA Climbing World Cup, Fiera di Primiero, 2008
- UIAA Climbing World Cup, Reunion, 2008

### Vorstiegsweltcup
1. Rang beim
- UIAA Climbing World Cup, Dresden, 2006
- IFSC World Cup, Penne, 2006
- IFSC World Cup, Kranj, 2006
- IFSC World Cup, Imst, 2007
- IFSC World Cup, Imst, 2008

### Fels
On-Sight-Klettern:
- 2004: Gorges du Loup (Frankreich). „Devers Satanique“ 10- (8a+)
- 2006: Spanien. zahlreiche Routen bis 10+ (8b+)
- 2006: Yosemite, USA. Route Alien (5.12b)
- 2011: Große Zinne in Italien. Route Camillotto Pellissier (8a+)

Rotpunktbegehungen und Alpine Unternehmungen:
- 2004: Gorges du Loup (Frankreich). „7pm JP Chaud“ 8c (10+/11-), seine erste Route in diesem Grad
- 2007: Niederthai (Österreich). An einem einzigen Tag kletterte er „Gondor“ 11- (8c), „Mordor“ 11-/11 (8c+/9a) sowie „In Memo Reini“ 11- (8c)
- 2008: Nordwand der Sagwandspitze im Zillertal. Lama und Jorg Verhoeven gelang die Erstbegehung der Route Desperation of the Northface (820 m, 7b, 17 Seillängen)
- 2008: Cochamó-Tal in Chile. Mehrere Erstbegehungen an den talbegrenzenden Granitwänden mit Barbara Bacher, Katharina Saurwein, Hansjörg Auer, Heiko Wilhelm und Jorg Verhoeven
- 2009: Pamir Altai (Kirgisistan). Erste freie Besteigung des Asan (4230 m) über die Nordwestwand, gemeinsam mit Nina Caprez, Giovanni Quirici, Stephan Siegrist und Rainer Eder[17]
- 2010: Valle del Laghi (Italien). Lama und Jorg Verhoeven gelang die erste freie Begehung von „Brento Centro“ (8b, 28 Seillängen) am Monte Brento, anschließend kletterten sie die gesamte Route in einem Tag frei[18]
- 2010: Dolomiten (Italien). Lama wiederholte „Bellavista“ (11-) an der Westlichen Zinne nach einem Tag probieren[19]
- 2011: Cerro Torre (Patagonien). Lama und Peter Ortner gelang die technische Besteigung des Cerro Torre über die „Kompressorroute“ IX+/X- (8a)
- 2011: Eiger-Nordwand (Schweiz). Lama kletterte zusammen mit Peter Ortner die 24 Seillängen von „Paciencia“ (8a), eine der schwersten Alpinrouten in den Alpen
- 2011: Kaschmir (Indien). Lama, Stephan Siegrist und Denis Burdet kletterten eine Erstbegehung, „Yoniverse“, am Cerro Kishtwar[20]
- 2011: Lofer (Österreich). Lama wiederholte „Feuertaufe“ (8b) von Alexander Huber sowie „Stoamandl“ (8b), „Donnervogel“ (8b) und „Woher Kompass“ (8a+)
- 2011: Rognon du Plan Inferier, Frankreich. Lama kletterte die Route American Beauty (8a+)
- 2012: Cerro Torre (Patagonien). In 24 Stunden gelang David Lama und Peter Ortner die erste Begehung der „Kompressorroute“ (IX+/X-) an der Südostflanke des Cerro Torre ohne künstliche Hilfsmittel[21]
- 2012: Lama und Ortner gelang die Besteigung des Trango Tower (6251 m) im Karakorum über die Route Eternal Flame (IX-; Albert/Güllich). Wenige Tage später erreichte das Duo den Gipfelgrat der Chogolisa (7665 m) am östlichen Ende des Baltoro Gletschers
- 2013: Sagwand (Österreich). Erste Winterbegehung der Route „Schiefer Riss“ an der Sagwand im Valser Tal, zusammen mit Hansjörg Auer und Peter Ortner in knapp 24 Stunden vom Einstieg zum Gipfel
- 2013: Moose’s Tooth, Alaska. Erstbegehung der zentralen Headwall an der 1500 m hohen Ostwand des Moose’s Tooth in Alaska mit Dani Arnold. Die beiden benötigten für die „Bird of Prey“ genannte Route (6a, M7+, 90°, A2) rund 48 Stunden[22]
- 2015: Avataara (9a), Libanon. Erstbegehung in der Baatara Gorge
- 2017: Berner Alpen (Schweiz). Mit dem Zillertaler Peter Habeler, seinem Entdecker und erstem Förderer, durchstieg Lama die klassische Heckmair-Führe durch die Eiger-Nordwand[23]
- 2017: Solu Khumbu (Nepal). Mit Hansjörg Auer und Alex Blümel erreichte Lama den Gipfel der Ama Dablam (6812 m) am 15. Oktober. Die Tour sollte der Akklimatisation für die zweite Expedition des Trios zum Südostpfeiler der Annapurna III (7555 m) dienen – die Expedition wurde jedoch abgesagt, da Auer und Blümel wegen Sicherheitsbedenken aus dem Projekt ausstiegen[24]
- 2018: Rolwaling Himal (Nepal). Erstbesteigung (Solo) des Lunag Ri in Nepal über den Westpfeiler, nach drei Versuchen (2015, sowie im November 2016, nachdem sein Partner Conrad Anker beim zweiten Versuch einen Herzinfarkt erlitten hatte und beide umkehren mussten)[7][8]
- 2018: Solu Khumbu (Nepal). Lama und drei österreichische Freunde bestiegen den Cholatse (6501 m) über den Normalweg[25]
- 2019: Alberta (Kanada). Lama, Hansjörg Auer und Jess Roskelley kletterten die Mixed-Route Andromeda Strain (M5, 700 m) am Mount Andromeda (3450 m)[26]

## Ehrung
2020 wurde eine neu beschriebene Art Schmetterling vom Entdecker Peter Huemer Lamas Nelken-Palpenfalter (Caryocolum lamai) benannt. Dieser wurde in den Alpen entdeckt und nur in einem kleinen Gebiet in den Westalpen Italiens und Frankreichs gefunden. Der Benenner wählte mit Lama und zwei weiteren außergewöhnlichen Alpinisten (Reinhold Messner und Peter Habeler) Namensgeber, die „auch einen besonderen Bezug zu Natur- und Artenschutz haben.“

## Buch
- High. Genial unterwegs an Berg und Fels. Knaus Verlag, München 2010, ISBN 978-3-8135-0386-9.
- Free. Der Cerro Torre, das Unmögliche und Ich. Knaus Verlag, München 2013, ISBN 978-3-8135-0390-6.

## Filmografie
- Cerro Torre – Nicht den Hauch einer Chance. Regie: Thomas Dirnhofer, 2013. Film über David Lama und die erste freie Begehung der Kompressorroute am Cerro Torre in Patagonien.
- Bergwelten: Den Himmel erklommen. ServusTV, 52 Minuten, 2021.